# Катмор-Скотт, Джек
Джек Ка́тмор-Скотт (англ. Jack Cutmore-Scott, род. 16 апреля 1987, Лондон) — британский актёр. Наиболее известен по роли кандидата в «Kingsman» Руфуса Сэвилла в фильме «Kingsman: Секретная служба». Он также исполнил главные роли в телесериалах Fox «Руководство по выживанию от Купера Барретта» (Купер Барретт) и ABC «Хитрость» (близнецы Кэмерон и Джонатан Блэки).

## Биография
Родился в Лондоне в семье бухгалтеров. Перед поступлением в университет учился в Лондонской академии музыкального и драматического искусства и принял участие в фестивале «Фриндж» в Эдинбурге. В Гарварде изучал английскую литературу, языки и театральное искусство. В 20 лет начал карьеру актёра.
16 мая 2020 года женился на канадской актрисе Миган Рат в их доме в Голливуде. У супругов двое сыновей, родившиеся в 2021 и 2023 годах.

## Фильмография
| Год          |    | Русское название                            | Оригинальное название                    | Роль                         |
| ------------ | -- | ------------------------------------------- | ---------------------------------------- | ---------------------------- |
| 2014         | ф  | Kingsman: Секретная служба                  | Kingsman: The Secret Service             | Руфус Сэвилл                 |
| 2014         | тф |                                             | Cabot College                            | Чарли Декард                 |
| 2015         | тф | Посредник                                   | The Go-Between                           | Денис Модсли                 |
| 2016         | с  | Руководство по выживанию от Купера Барретта | Cooper Barrett’s Guide to Surviving Life | Купер Барретт                |
| 2017         | ф  | Дюнкерк                                     | Dunkirk                                  | солдат                       |
| 2017         | ф  | Плохая партия                               | Good Match                               | Харрис                       |
| 2018         | с  | Хитрость                                    | Deception                                | Кэмерон Блэк / Джонатан Блэк |
| 2018         | с  | Частный детектив Магнум                     | Magnum, P.I.                             | Нейл Крауфорд                |
| 2020         | с  | Гавайи 5.0                                  | Hawaii Five-0                            | Гейб Дарсик                  |
| 2020         | ф  | Довод                                       | Tenet                                    | Клаус                        |
| 2023         | ф  | Оппенгеймер                                 | Oppenheimer                              | Лайалл Джонсон               |
| 2023 — н. в. | с  | Фрейзер                                     | Frasier                                  | Фредерик «Фредди» Крейн      |
| 2024         | с  | Смерть и другие подробности                 | Death and Other Details                  | Трип Колльер                 |